# Condado de Erath
O Condado de Erath é um dos 254 condados do Estado americano do Texas. A sede do condado é Stephenville, e sua maior cidade é Stephenville.
O condado possui uma área de 2 823 km² (dos quais 9 km² estão cobertos por água), uma população de 33 001 habitantes, e uma densidade populacional de 12 hab/km² (segundo o censo nacional de 2000).
O condado foi fundado em 1856.